# Liste der Mitglieder der National Academy of Sciences/1983
Im Jahr 1983 wählte die National Academy of Sciences der Vereinigten Staaten 72 Personen zu ihren Mitgliedern.

## Neugewählte Mitglieder
- D. Bernard Amos (1923–2003)
- Edward M. Arnett (1922–2022)
- Vladimir I. Arnold (1937–2010)
- Charles J. Arntzen (* 1941)
- Richard Axel (* 1946)
- W. Ian Axford (1933–2010)
- Richard Bellman (1920–1984)
- Max L. Birnstiel (1933–2014)
- Gunter Blobel (1936–2018)
- Felix Boehm (1924–2021)
- Martin J. Bukovac (1929–2025)
- Giulio L. Cantoni (1915–2005)
- Jean-Pierre Changeux (* 1936)
- Minor J. Coon (1921–2018)
- Allan McLeod Cormack (1924–1998)
- George Brownlee Craig, Jr. (1930–1995)
- Ronald W. Davis (* 1941)
- Michael J. S. Dewar (1918–1997)
- Thomas M. Donahue (1921–2004)
- Raymond L. Erikson (1936–2020)
- Leopoldo M. Falicov (1933–1995)
- Richard F. Fenno, Jr. (1926–2020)
- Michael E. Fisher (1931–2021)
- James L. Flanagan (1925–2015)
- David Gale (1921–2008)
- John Garcia (1917–2012)
- Wilford R. Gardner (1925–2011)
- Eugene A. Hammel (* 1930)
- Stanley R. Hart (* 1935)
- Richard J. Havel (1925–2016)
- Jack Heslop-Harrison (1920–1998)
- Kimishige Ishizaka (1925–2018)
- Carson D. Jeffries (1922–1995)
- Harry Kesten (1931–2019)
- Ikuo Kushiro (* 1934)
- Paul E. Lacy (1924–2005)
- David S. Landes (1924–2013)
- Melvin Lax (1922–2002)
- Rachmiel Levine (1910–1998)
- Frank Lilly (1930–1995)
- W. Carl Lineberger (1939–2023)
- Lynn Margulis (1938–2011)
- Samuel M. McCann (1925–2007)
- Jerome Namias (1910–1997)
- Norman F. Ness (1933–2023)
- Lindsay S. Olive (1917–1988)
- Leo A. Paquette (1934–2019)
- Mary-Lou Pardue (1933–2024)
- Guido Pontecorvo (1907–1999)
- Dominick P. Purpura (1927–2019)
- Murray Rabinowitz (1927–1983)
- Charles C. Richardson (* 1935)
- Morton S. Roberts (1926–2024)
- Isadore Rudnick (1917–1997)
- Anthony San Pietro (1922–2008)
- Howard L. Sanders (1921–2001)
- Thomas J. Sargent (* 1943)
- Stanley Schachter (1922–1997)
- Phillip A. Sharp (* 1944)
- Kai Siegbahn (1918–2007)
- Joan A. Steitz (* 1941)
- Dennis P. Sullivan (* 1941)
- Gareth Thomas (1932–2014)
- William P. Thurston (1946–2012)
- Alar Toomre (* 1937)
- George H. Trilling (1930–2020)
- John Robert Vane (1927–2004)
- Sidney Verba (1932–2019)
- Douglas F. Waterhouse (1916–2000)
- Sherman M. Weissman (* 1930)
- David T. Wilkinson (1935–2002)
- Jean D. Wilson (1932–2021)